# Nikola Šarčević
Nikola Šarčević (Örebro, 9 juli 1974) is de bassist, zanger en liedschrijver voor de Zweedse punkband Millencolin. Solo speelt hij vooral folk en country.

## Discografie
Behalve met Millencolin heeft hij zelf ook vier soloalbums uitgebracht, waarvan de derde in het Zweeds gezongen wordt:
- Lock-Sport-Krock (2004)
- Roll Roll and Flee (2006)
- Nikola & Fattiglapparna (2010)
- Freedom to Roam (2013)

Nikola Šarčević · Mathias Färm · Fredrik Larzon · Erik Ohlsson
Albums en ep's: Use Your Nose · Skauch · Same Old Tunes · Life on a Plate · For Monkeys · Hi-8 Adventures Soundtrack · The Melancholy Collection · Pennybridge Pioneers · No Cigar · Millencolin/Midtown Split · Home from Home · Kingwood · Machine 15 · The Melancholy Connection · True Brew · SOS
Video's en dvd's: Millencolin and the Hi-8 Adventures
- Gemeinsame Normdatei: 135470226
- International Standard Name Identifier: 0000 0004 1010 863X
- Library of Congress Control Number: no2005101010
- MusicBrainz: 6afaaf35-5be3-4212-8a83-614acff5571b
- Virtual International Authority File: 108149294325580521910